# Richard Cutts Fairfield

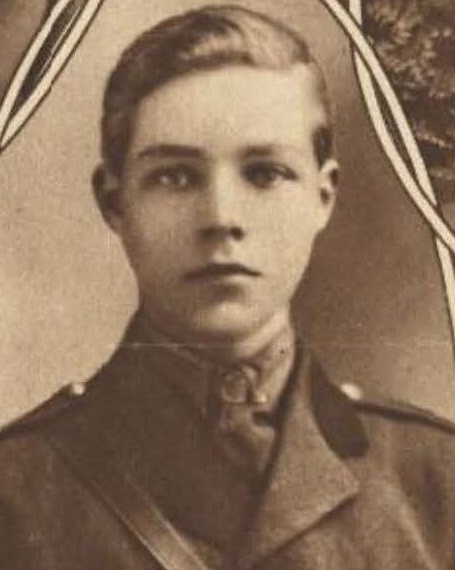
Richard Cutts Fairfield

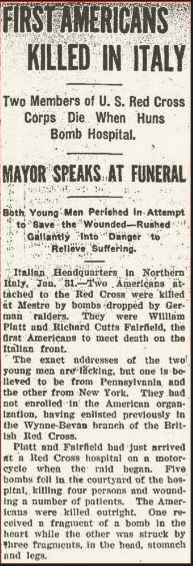
Articolo di giornale riguardante la morte di Richard Cutts Fairfield

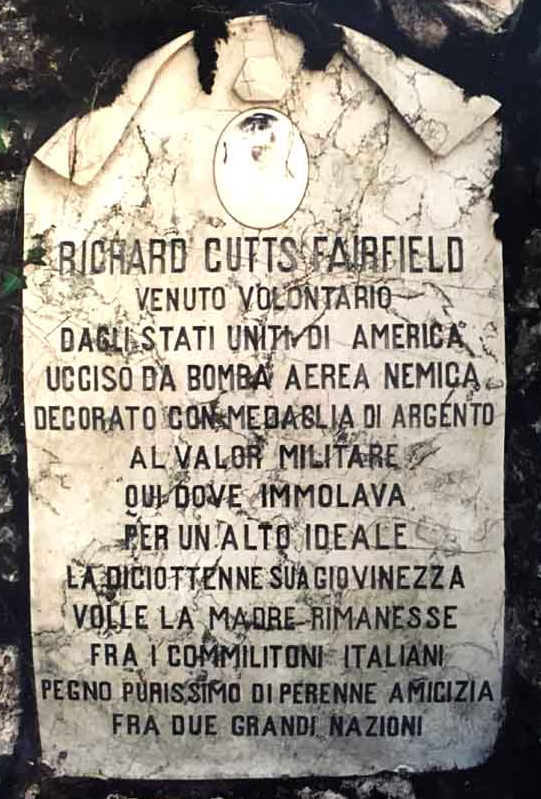
Lapide Richard Cutts Fairfield

Richard Cutts Fairfield (West Virginia, 20 febbraio 1899 – Mestre, 26 gennaio 1918) è stato un militare statunitense insignito della Medaglia d'argento al Valor Militare.

## Biografia
Figlio di Walter Browne Fairfield e Lalla Griffith Fairfield-Barr, visse nel New Hampshire e a New York. Frequentò la St George's School a Newport e venne accettato ad Harvard, ma decise di arruolarsi nel Corpo di soccorso Wynne-Bevan della Croce Rossa britannica. Il 26 gennaio 1918, Mestre fu bombardata. Richard Cutts Fairfield accorse nel tentativo di salvare le vittime con l'ambulanza, ma una seconda ondata di bombe lo uccise. Diventò quindi il primo americano a morire nel suolo italiano durante la Prima Guerra Mondiale. Il 31 gennaio 1918 la sua salma venne provvisoriamente ospitata nella cappella della famiglia Cecchini a Mestre e infine venne sepolto definitivamente nel cimitero mestrino.

## Nella letteratura
La sua figura ispirò forse Ernest Hemingway per il suo celebre romanzo Addio alle armi.